# كأس إسكتلندا 1889–90

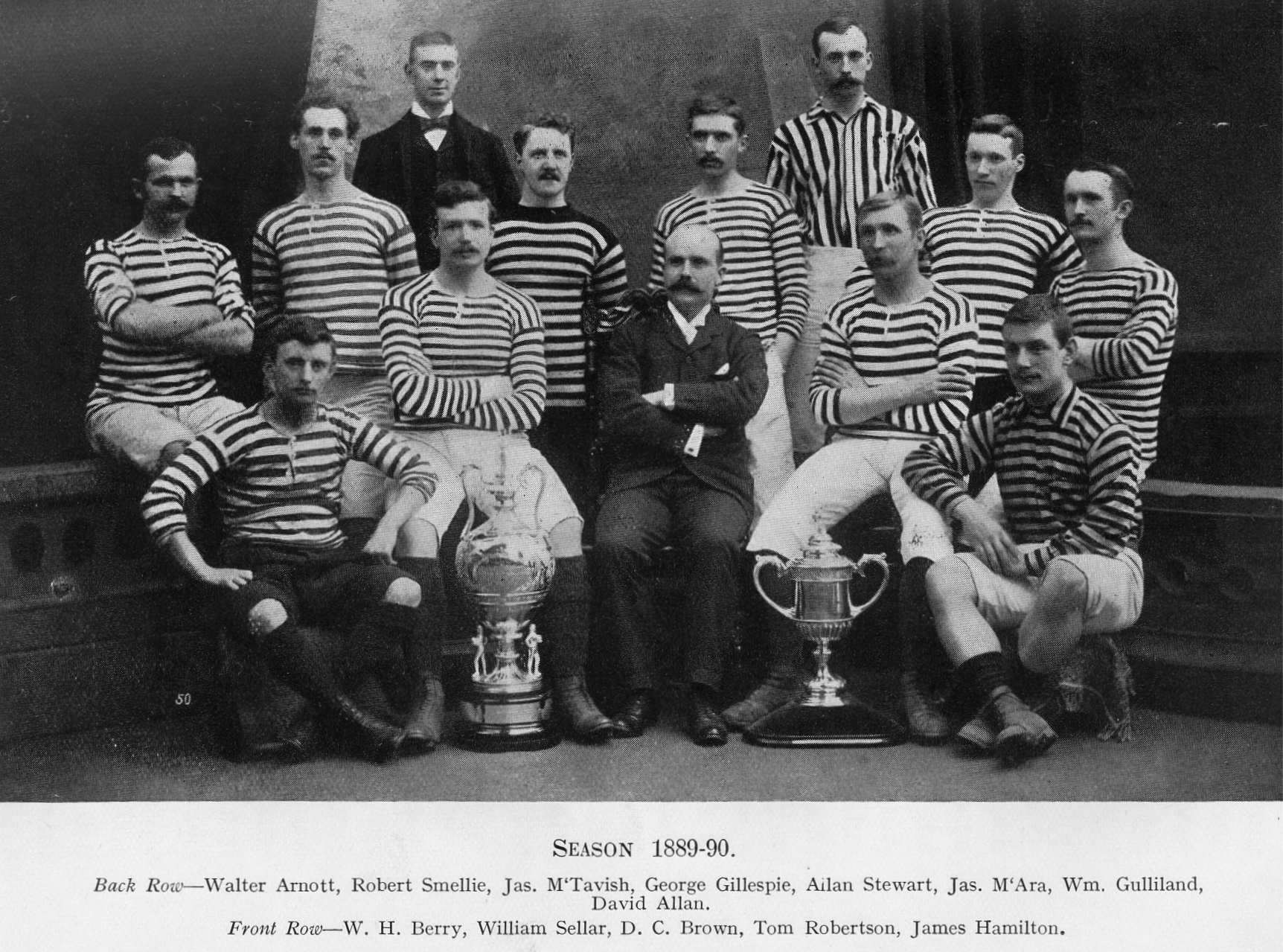
صورة قديمة للاعبين في كأس اسكتلندا 1889–90

كأس اسكتلندا 1889–90 (بالإنجليزية: 1889–90 Scottish Cup)‏ هو موسم من كأس اسكتلندا. كان عدد الأندية المشاركة فيه  158.